# Torre (Sabana Grande)
Torre es un barrio ubicado en el municipio de Sabana Grande en el estado libre asociado de Puerto Rico. En el Censo de 2010 tenía una población de 2096 habitantes y una densidad poblacional de 207,19 personas por km².

## Geografía
Torre se encuentra ubicado en las coordenadas 18°3′48″N 66°55′10″O / 18.06333, -66.91944. Según la Oficina del Censo de los Estados Unidos, Torre tiene una superficie total de 10.12 km², que corresponden a tierra firme.

## Demografía
Según el censo de 2010, había 2096 personas residiendo en Torre. La densidad de población era de 207,19 hab./km². De los 2096 habitantes, Torre estaba compuesto por el 78.29% blancos, el 6.49% eran afroamericanos, el 0.14% eran amerindios, el 10.5% eran de otras razas y el 4.58% pertenecían a dos o más razas. Del total de la población el 99.43% eran hispanos o latinos de cualquier raza.